# Хавортија
Havortija spada u rod sukulentnih biljaka specifičnih za Južnu Afriku(Mozambik,Namibija, Lesoto, Esvatini i Južna Afrika).
Kao i aloja, oni su članovi podfamilije Asphodelaceae i uglavnom podsećaju na mini aloje, jedina razlika su cvetovi. One su popularne baštenske i saksijske biljke.

## Opis i karakteristike
Havortija je mala sukulentna biljka, koja formira male ružolike tvorevine od 3 cm do 30cm u prečniku u zavisnosti od vrste. Ove ružolike tvorevine su obicno bez stabljika i mogu da dosegnu i do 50cm kod nekih vrsta. Biljka može da raste samostalno a i u grupama. Mnoge vrste imaju čvrste, žilave, mesnate listove tamno zelene boje. Dok druge imaju mekše listove.
Njihov cvet je mali i pretežno beo. Iako su veoma slični među vrstama, cvetovi iz roda Hexangulares uglavnom ima zelene pruge. Cvetovi drugih vrsta vrlo često imaju braon pruge. Međutim, njihovo lišće pokazuje velike razlike i u okviru jedne vrste. Kada su biljke pod stresom(bez dovoljno vode), njihova boja može da se promeni u crvenu ili ljubičastu. Kada biljke bivaju lišene azota, lišće dobija belu boju.

## Rasprostranjenost
Većina vrsta su specifične za Južnu Afriku, a najveća raznolikost javlja se na jugozapadnom Kejpu. Neke vrste se šire i na susedne teritorije u Esvatini(nekada Svazilend), južnu Namibiju i Južni Mozambik.

## Imenovanje i taksonomija
Havortija je rod iz porodice Apsodelaceae koja je podfamilija Apshodeliodeae. Ovaj rod je dobio ime po botaničaru Adrijanu Hardiju Havortu. B. Baier je prepoznao u proseku oko 60 vrsta, dok je vršio pregled roda 2012 godine , dok su drugi taksonomi mnogo manje konzervativni. Srodni rodovi su Aloe, Gasteria i Astroloba.

### Podrazdeo
Klasifikacija podfamilije cvetnih bilj Asphodeloideaeje slaba, koncepti rodova nisu dobro potkrepljeni. Havortija je takodje  slabo istražen rod. Zbog njihovog hortikulturnog  interesa u njenoj taksonomiji dominiraju skupljači amateri, a literatuta obiluje sa nerazumevanjem šta taksoni zapravo jesu ili treba da budu. Nedavna istraživanja pokazala su da su tradicionalne podele zapravo veoma nepovezane ( Pokazalo se da je Hexangulares sestrinska grupa roda Gasterija, da je Robustipedunculares više srodan rodu Astroloba i Havortija kao van grupa vezana za Aloje). Kao priznanje prirode roda, Havortiopsis i Tulista su odvojeni.
Botaničari su primetili razlike u cvetovima kod tri podroda, za koje su predhodno smatrali da su te razlike nebitne, mada razlike među vrstama u istoj podvrsti definitivno jesu. Koreni, lišće i ružolike tvorevine pokazuju neke genetske razlike, dok se velike razlike javljaju čak i unutar jedne vrste.

## Vrste
Mnoge vrste Havortija su premeštene u Havortopsise i Tuliste, prilikom poslednje izmene Spiska biljaka(2013), on sadrži oko 150 vrsta Havortija. Stvaran broj vrste i broj identifikovanih nisu utvrđeni. Mnoge vrste su stavljene pod neidentifikovane" zbog malog broja informacija , a celokupna lista -održava poteškoće- taksonomije Havortija uključujući mnoge vrste i sinonime.  Svetska kontrolna lista odabranih biljnih porodica je izmenjena kako bi se izuzele vrste koje se sada nalaze u vrsti Havortopsisa i Tuliste. Vrste koje su prihvaćene u februaru 2018. su navedene u nastavku, izuzimajući Haworthia kingiana i Haworthia minor, koje su prebačene u Tuliste.
- Haworthia akaonii M.Hayashi – Provincija zapanog Kejp
- Haworthia angustifolia Haw. – Provincija južnI Kejp
- Haworthia ao-onii M.Hayashi – Provincija Kejp
- Haworthia arachnoidea (L.) Duval – Provincija jugozapadnog Kejpa
- Haworthia aristata Haw. – Provincija južnog Kejpa
- Haworthia bayeri J.D.Venter & S.A.Hammer – Provincija jugozapadnog Kejpa
- Haworthia blackburniae W.F.Barker – Provincija jugozapadnog Kejpa
- Haworthia bolusii Baker – Južno - centralna i južna Kejp provincija
- Haworthia caesia M.Hayashi – Provincija zapadnog Kejpa
- Haworthia calva M.Hayashi – Provincija istočnog Kejpa
- Haworthia chloracantha Haw. – Provincija jugozapadnog Kejpa
- Haworthia compacta (Triebner) Breuer – Kejp provincija
- Haworthia cooperi Baker – Provincija južnog Kejpa
- Haworthia cymbiformis (Haw.) Duval – Južna i jugoistočna provincija Kejp
- Haworthia decipiens Poelln. – Provincija južnog Kejpa
- Haworthia diaphana M.Hayashi – Provincija istočnog Kejpa
- Haworthia elizeae Breuer – Provincija zapadnog Kejpa
- Haworthia emelyae Poelln. – Provincija jugozapadnog Kejpa
- Haworthia floribunda Poelln. – Provincija jugozapadnog Kejpa
- Haworthia fukuyae M.Hayashi – Provincija istočnog Kejpa
- Haworthia grenieri Breuer – Provincija zapadnog Kejpa
- Haworthia heidelbergensis G.G.Sm. – Provincija jugozapadnog Kejpa
- Haworthia herbacea (Mill.) Stearn – Provincija jugozapadnog Kejpa
- Haworthia lockwoodii Archibald – Provincija jugozapadnog Kejpa
- Haworthia maculata (Poelln.) M.B.Bayer – Provincija jugozapadnog Kejpa
- Haworthia magnifica Poelln. – Provincija jugozapadnog Kejpa
- Haworthia maraisii Poelln. – Provincija jugozapadnog Kejpa
- Haworthia marumiana Uitewaal – Provincija Kejpa
- Haworthia mirabilis (Haw.) Haw. – Provincija jugozapadnog Kejpa
- Haworthia mollis M.Hayashi – Provincija istočnog Kejpa
- Haworthia monticola Fourc. – Provincija jugozapadnog Kejpa
- Haworthia mucronata Haw. – Provincija jugozapadnog Kejpa
- Haworthia mutica Haw. – Provincija jugozapadnog Kejpa
- Haworthia nortieri G.G.Sm. – Provincija jugozapadnog Kejpa
- Haworthia outeniquensis M.B.Bayer – Provincija jugozapadnog Kejpa
- Haworthia parksiana Poelln. – Provincija jugozapadnog Kejpa
- Haworthia pubescens M.B.Bayer – Provincija jugozapadnog Kejpa
- Haworthia pulchella M.B.Bayer – Provincija jugozapadnog Kejpa
- Haworthia pygmaea Poelln. – Provincija jugozapadnog Kejpa
- Haworthia regina M.Hayashi – Provincija istočnog Kejpa
- Haworthia reticulata (Haw.) Haw. – Provincija jugozapadnog Kejpa
- Haworthia retusa (L.) Duval – Provincija jugozapadnog Kejpa
- Haworthia rossouwii Poelln. – Provincija Kejp
- Haworthia sapphaia M.Hayashi – Provincija istočnog Kejpa
- Haworthia semiviva (Poelln.) M.B.Bayer – Provincija Kejp
- Haworthia springbokvlakensis C.L.Scott – Provincija južnog Kejpa
- Haworthia subularis M.Hayashi – Provincija istočnog Kejpa
- Haworthia transiens (Poelln.) M.Hayashi – Provincija južnog Kejpa
- Haworthia truncata Schönland – Provincija jugozapadnog Kejpa
- Haworthia turgida Haw. – Provincija jugozapadnog Kejpa
- Haworthia variegata L.Bolus – Provincija jugozapadnog Kejpa
- Haworthia veltina M.Hayashi – Provincija istočnog Kejpa
- Haworthia villosa M.Hayashi – Provincija istočnog Kejpa
- Haworthia vlokii M.B.Bayer – Provincija jugozapadnog Kejpa
- Haworthia wittebergensis W.F.Barker – Provincija jugozapadnog Kejpa
- Haworthia zantneriana Poelln. – Provincija južnog Kejpa

## Uzgajanje
Postoji široko rasprostranjeno kolokcionarsko interesovanje,  a neke vrste kao što je Havortiha Cimbiformis poprilično su zastupljene biljke u  kućama i baštama. 
Skoro sve vrste Havortija su prilagođene polusenovitim uslovima( u prirodnom staništu rastu pod grmovima ili stenama) i zbog toga su najzdravije kada su u senci ili polu-senci. Neke vrste kao što je Haworthia pumil i Haworthia truncata se lako prilagođavaju i suncanim predelima i mogu da podnesu jako sunce.
Sve vrste Havortija vole izuzetno dobro drenirano zemljište ( imaju tendenciju da rasu u veoma siromašnom pesku, u stenovitim predelima). Zalivanje zavisi od vrste do vrste, ali većina vrsta je tolerantna na razne načine navodnjavanja. Prekomerno zalivanje moze da prouzrokuje truljenje korena. Pojedine vrste imaju specifične zahteve. Sve Havortije veoma osetljive na mraz i ocenjene su kao zimootporne na USDA zonu 10.
Havortija se razmnožavaju semenom i pupoljkom ili ofset. Određene vrste mogu biti uspešnije ili brže u ofset reprodukciji, 
Manje pouzdan način je razmnožavanje biljke rezanjem listova. 

## Galerija za indetifikaciju
- Havortija Arahnoidea
- Havortija Nortieri
- Havortija Masculata
- Havortija Retikulata
- Havortija Harbacea
- Havortija Pubescens

- Havortija Mirabilis Badia
- Havortija Hajdelbergenzis
- Havortija Manjifika
- Havortija Manjifika var. splendens
- Havortija Manjifika var. akuminata
- Havortija Manjifika var. atrofuska

- Havortija Floribunda
- Havortija Hlorakanta
- Havortija Variegata
- Havortija Marasi
- Havortija Parkisana
- Havortija Mirabilis

- Havortija Truguda
- Havortija Mutica
- Havortija Retusa
- Havorija Pigmea
- Havorija Pigmea var. argenteo mas
- Havortija Emelie

- Havortija Bajeri
- Havortija emelie var. comptoniana
- Havortija Springbokvlakensis
- Havortija Trunkata
- Havortija Vitebergenzis
- Havortija Semiviva

- Havortija Lokvudi
- Havortija Marumiana var. redi
- Havortija Mukronata
- Havortija Desipiens
- Havortija Kuperi
- Havortija Kuperi zaobljena

- Havortija Simbiformis
- Havortija Blekburne je tanka poput trave.

## Spoljne veze
- Haworthia (Ingo Breuer)
- Haworthia (Jakub Jilemicky)
- Asphodelaceae Anonymous (Lawrence Loucka)
- Haworthia Society
- Haworthia Updates (M.B.Bayer)